# Terraformation
Ne doit pas être confondu avec Ingénierie planétaire.

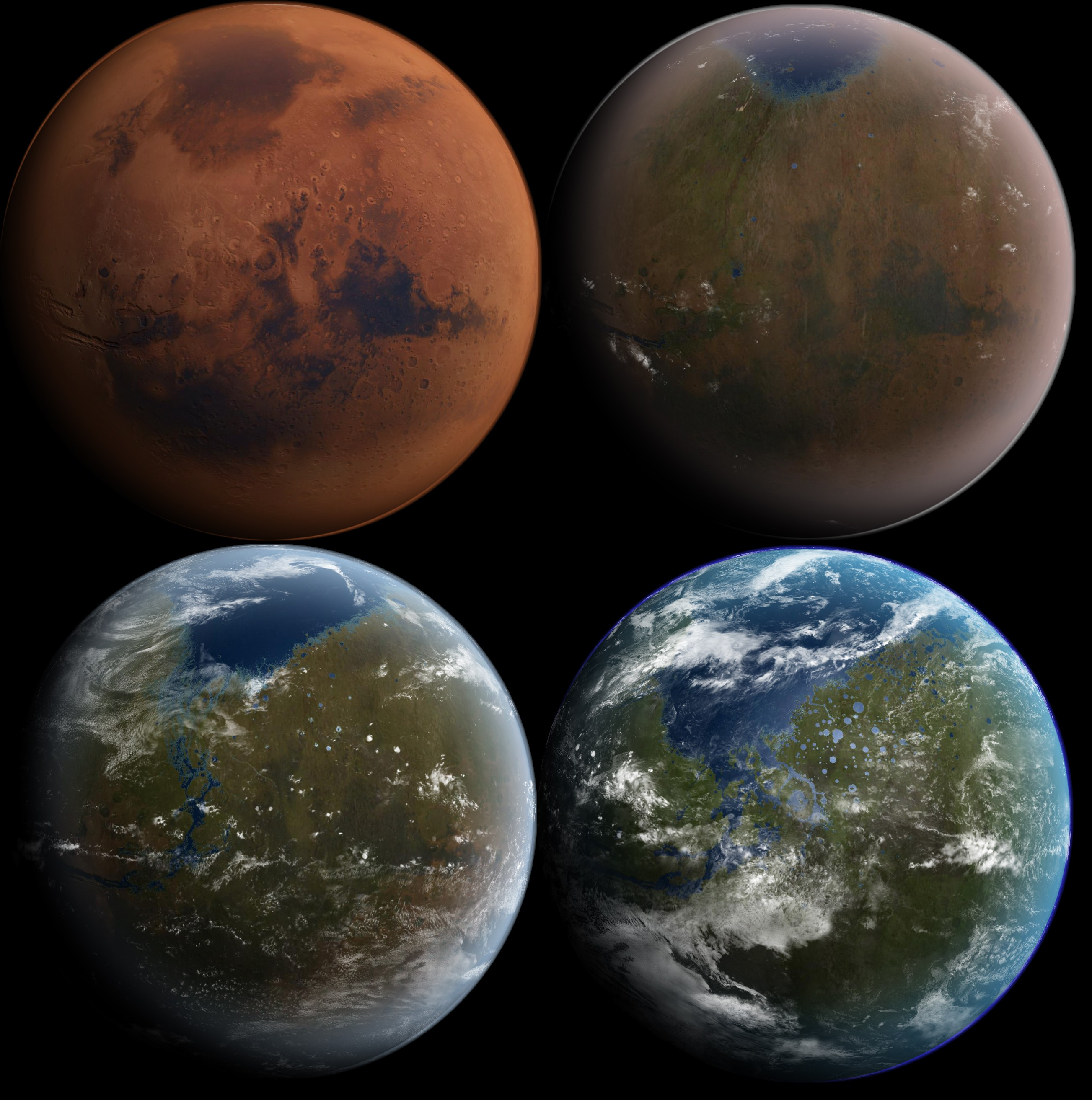
Vue d'artiste des différentes étapes de la terraformation de Mars.

La terraformation (de l'anglais « terraforming ») d'une planète, d'un satellite naturel ou d'un autre corps céleste est le processus consistant à transformer l'environnement naturel de ce corps céleste afin de le rendre habitable par l'humain en réunissant les conditions nécessaires à la vie de type terrestre. En pratique, il s'agit généralement de modifier la composition de son atmosphère, sa température et éventuellement sa biosphère en les rapprochant des caractéristiques terrestres.
Le concept relève aujourd'hui de la science-fiction car, si des solutions techniques ont été esquissées, celles-ci nécessitent des moyens hors de portée de nos sociétés, sans garantie de parvenir au résultat souhaité. La terraformation de la planète Mars, dont les caractéristiques ont été proches de notre Terre au Noachien, est le cas le plus souvent étudié. Les techniques permettant d'enclencher le processus de terraformation les plus souvent évoquées sont celles détaillées par Robert Zubrin et Christopher Mc Kay : installation de miroirs géants en orbite (125 kilomètres de rayon et 200 000 tonnes) pour faire fondre les calottes glaciaires et créer une atmosphère dense activant l'effet de serre, injection dans l'atmosphère martienne de gaz à effet de serre, détournement d'une comète, par nature composée principalement d'eau, pour la précipiter à la surface de la planète afin d'atteindre le même objectif. Le processus de terraformation est un processus long dont l'aboutissement pourrait prendre des dizaines, voire des centaines de milliers d'années.

## La terraformation: thème de science-fiction
La terraformation est un thème classique de la science-fiction, évoqué pour la première fois par William Olaf Stapledon, un poète et philosophe anglais surtout connu pour ses romans de science-fiction. Il décrit pour la première fois ce processus dans un roman de 1930, Last and First Men. Le thème est popularisé par l'écrivain américain Jack Williamson. C'est aujourd'hui un thème classique de la hard science-fiction.

## De la fiction à la science
Progressivement, les scientifiques se sont intéressés à la terraformation, à commencer par l'Américain Carl Sagan qui proposa de terraformer Vénus en 1961, à l'aide d'algues injectées dans son atmosphère. L'environnement vénusien est cependant assez infernal, avec une température de l'ordre de 460 °C. Ces conditions sont liées à la présence de dioxyde de carbone (CO2) et à l'effet de serre qui en résulte. Les algues devaient générer du dioxygène par photosynthèse et du carbone minéral en se décomposant. La baisse du taux de CO2 entraînait alors le refroidissement et la condensation de la vapeur d'eau. Néanmoins, le carbone a tendance à reformer du CO2 sous forte température ; l'objectif ne semble donc pas accessible.
À la suite de cette première théorisation, la terraformation s'est petit à petit imposée comme une réelle possibilité et, aujourd'hui, la terraformation de Mars est un sujet sérieusement envisagé par de nombreux scientifiques et notamment par l'homme d'affaires Elon Musk, bien que sa faisabilité soit encore pour longtemps hors d'atteinte.

## Déroulement d'une terraformation
L'action primordiale pour y arriver est la modification ou la création d'une atmosphère de composition proche de celle de la Terre, composante essentielle au développement de la vie.
On parle aussi d'ingénierie planétaire si l'objectif n'est pas de faire ressembler la planète en question à la Terre.
Chaque candidat à la terraformation présente des conditions qui lui sont propres, rendant le processus spécifique pour chacun d'eux. Les principales études menées concernent la planète Mars. D'autres concernent Vénus, Europe (satellite de Jupiter) et Titan (satellite de Saturne), voire d'autres corps, mais les conditions semblent beaucoup plus difficiles à modifier.

## Mars

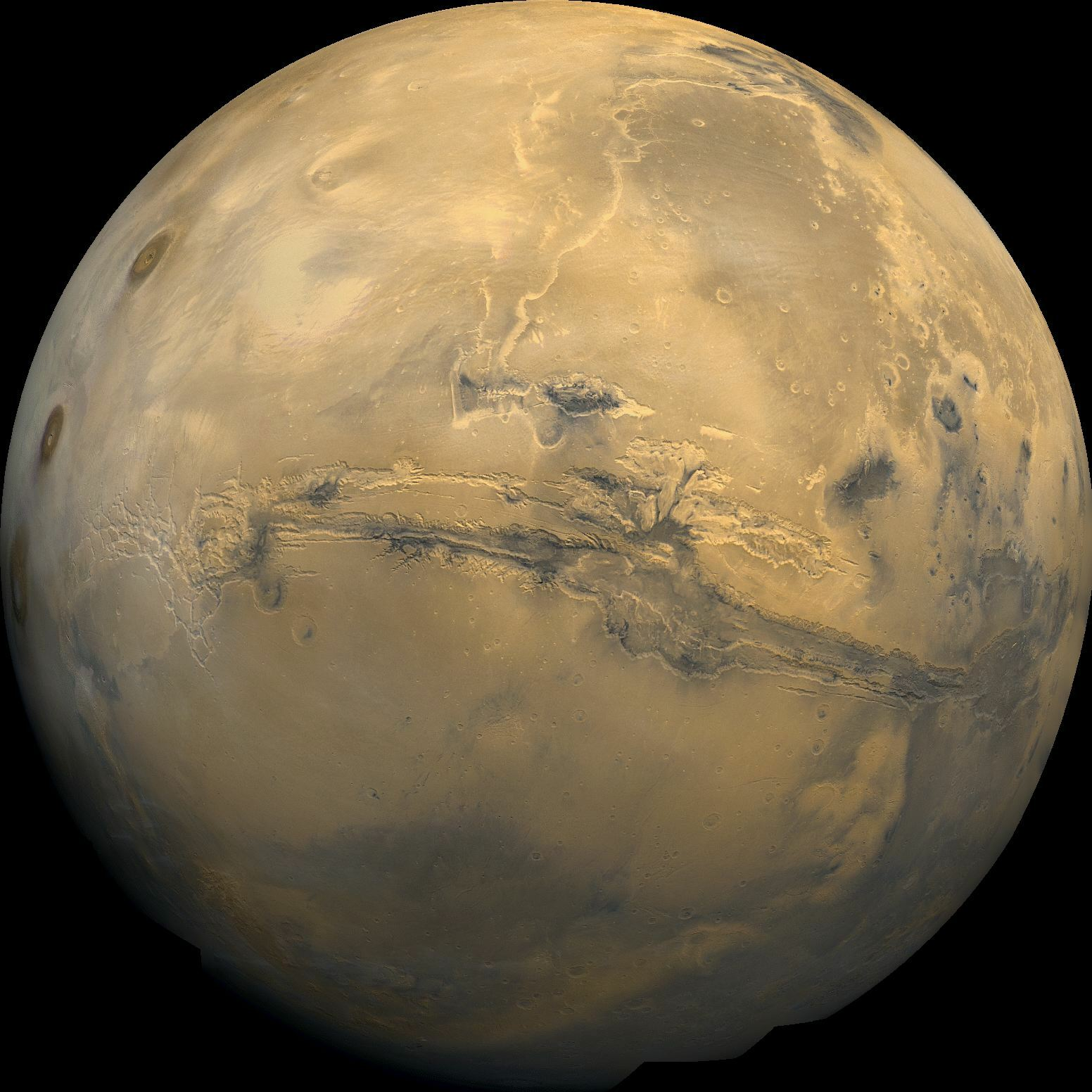
Photographie de Mars centrée sur Valles Marineris.

Les images évoquées par Mars sont celles d'une planète rouge, sèche, rocailleuse… et (du moins actuellement) surtout sans vie. Cependant, on y distingue parfois des vallées d'apparence érodée et les recherches in situ semblent indiquer la présence d'anciens fleuves et d'anciennes mers. Or, si l'eau, élément essentiel à la vie telle que nous la connaissons, a coulé sur Mars, où se trouve-t-elle aujourd'hui et peut-on la faire resurgir ? Ce sont les principales questions qui animent les débats autour de la terraformation de la planète. L'objectif est donc de redonner à Mars cet environnement qu'elle semble avoir perdu et y ajouter le nécessaire pour l'Homme.

### État des lieux

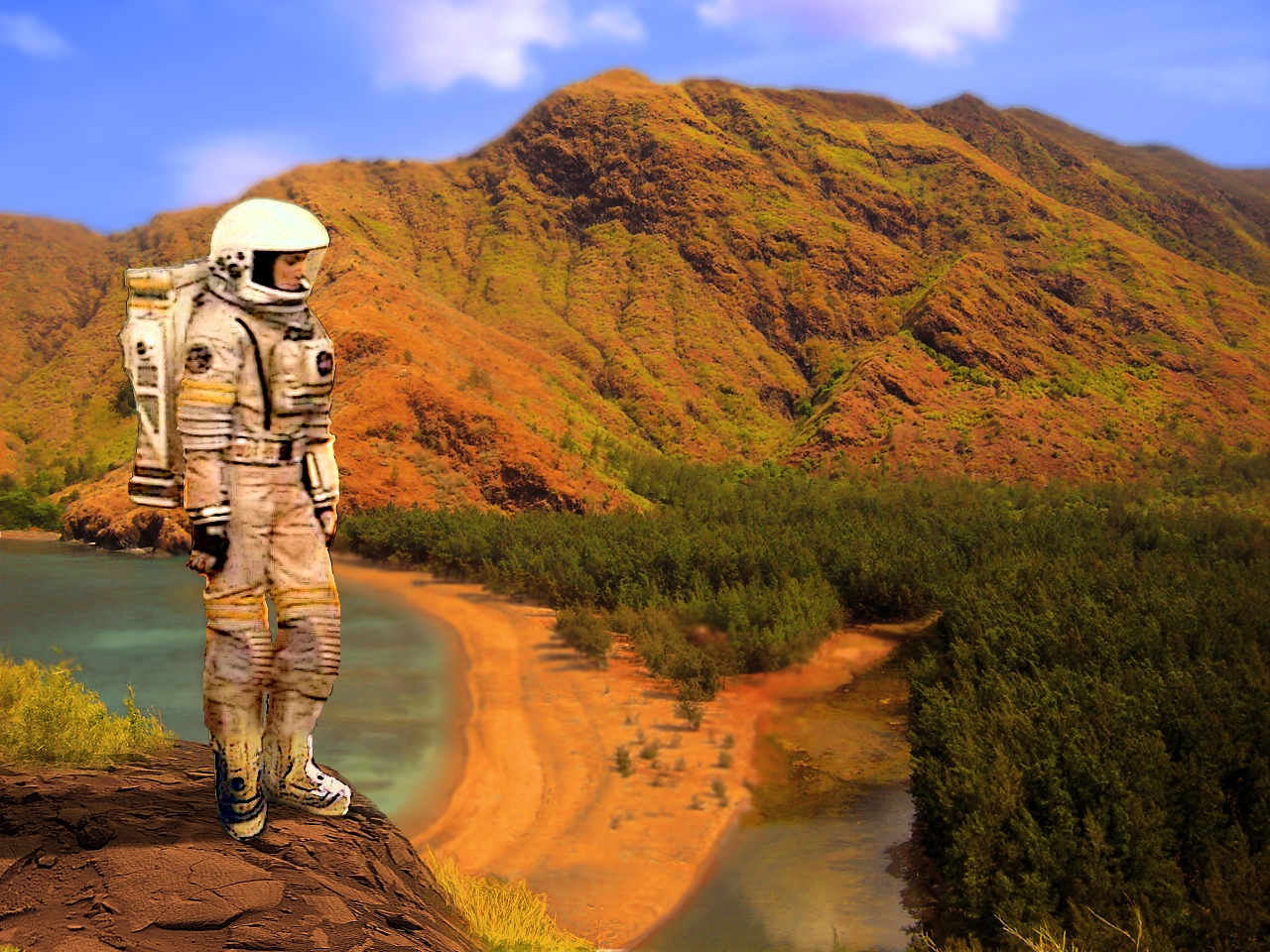
Vision d'artiste de la terraformation de Mars.

Mars possède plusieurs points communs avec la Terre. Sa vitesse de rotation, l'inclinaison de son orbite ou l'aspect de sa surface laissent entrevoir des paysages modelés par des saisons proches de celles que connaît la Terre. Le sol (régolithe) martien est composé de nombreux oxydes (SiO2 à 45 % et Fe2O3 à 15 % environ). Cependant, le climat actuel n'est pas tout à fait favorable : du fait de son éloignement du Soleil, la température moyenne avoisine les −60 °C et la pression atmosphérique est 160 fois inférieure à celle que l'on trouve sur Terre.
De plus, Mars a une gravité équivalente à environ un tiers seulement de celle de la Terre : une si faible gravité provoquerait à moyen terme un relâchement et une perte de contrôle musculaires. Seule une activité physique importante permettrait d'éviter cette atrophie.
En l'absence de champ magnétique et d'une atmosphère consistante, la surface de Mars est constamment bombardée par des rayons cosmiques et ultraviolets (rayonnement ionisant) qui ont un effet létal sur l'homme à court/moyen terme. Le régolithe martien, déjà irradié, très fin et abrasif aurait des effets particulièrement néfastes sur la physiologie humaine. Il faudrait une longue pédogenèse avant de voir les effets mécaniques du régolithe atténués (cela a pris des millions d'années avec une coévolution d'une biosphère complète en présence d'eau sous les trois états de matière, notamment liquide, sur Terre).

## Vénus

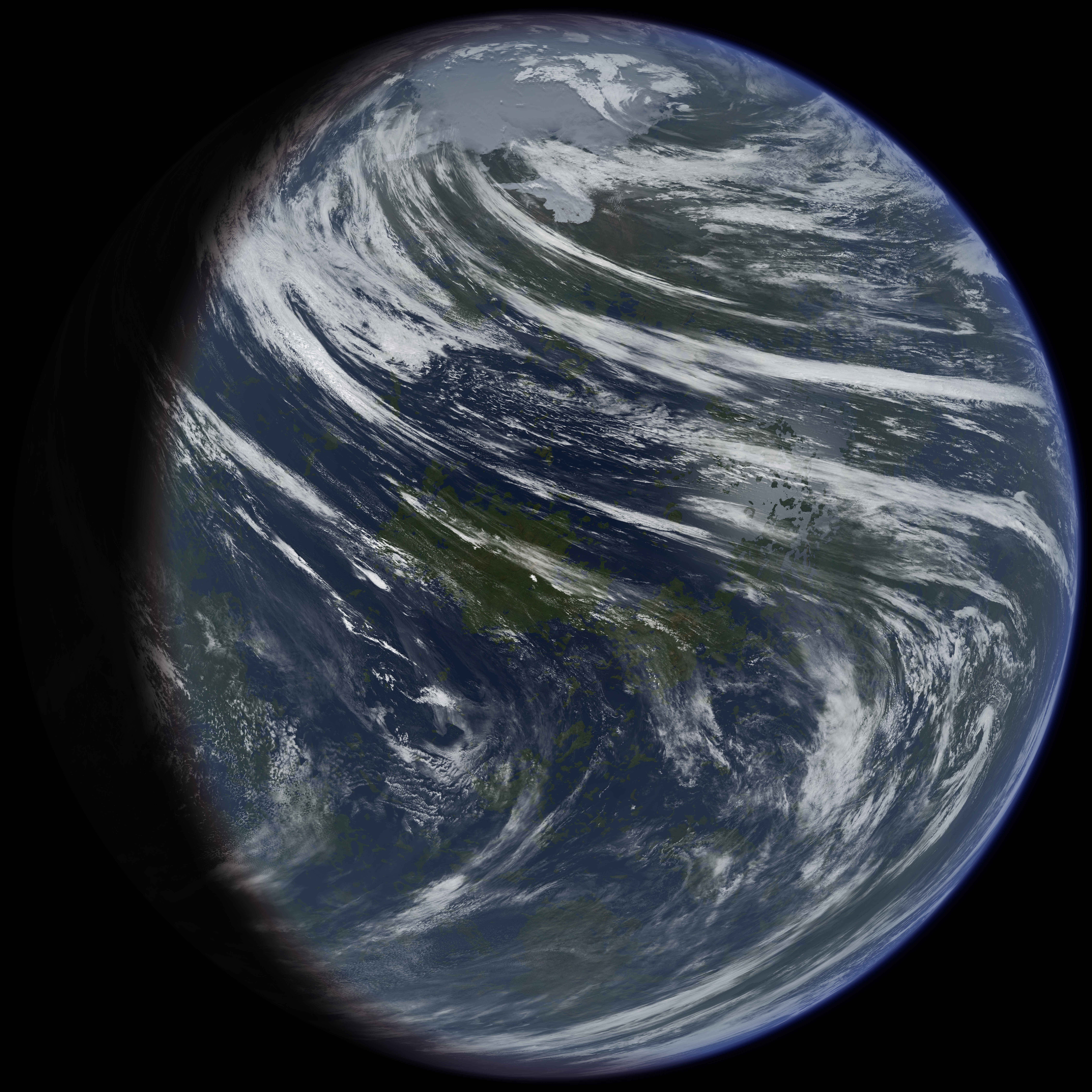
Vue d'artiste de la terraformation de Vénus.

Le principal obstacle à la Terraformation de Vénus est sa température de surface pouvant dépasser les 480 °C. La pression y est d'environ 90 fois celle de l'atmosphère de la Terre et elle est recouverte de nuages d'acide sulfurique. Vénus fait cependant à peu près le même diamètre que la Terre.

### Diminuer la température
Deux pistes sont explorées pour diminuer la température à la surface de Vénus :
- diminuer le rayonnement solaire, soit en faisant de l'ombre[4][réf. incomplète], soit en augmentant l'albédo ;
- diminuer l'effet de serre.

### Diminuer la pression atmosphérique
Expulser du gaz hors de la planète semble très difficile. La meilleure solution semble être de transformer le gaz en composés solides ou liquides. Plusieurs méthodes sont envisageables : soit en envoyant de la poussière de magnésium ou de calcium (que l'on pourrait prélever sur Mercure), ce qui conduirait à la formation de carbonates, soit en injectant de l'hydrogène, qui conduirait à la production de graphite et d'eau via la réaction de Bosch. Une autre solution serait d'introduire des organismes vivants, comme des bactéries extrêmophiles, mais si la température au sol reste la même, la matière organique redeviendrait immédiatement du gaz carbonique.
Transformer une quantité importante de gaz carbonique en carbone et eau, comme expliqué plus haut, permettrait à ces organismes de survivre en haute atmosphère et de faire croître le taux d'oxygène à une vitesse honorable.

### Des cités flottantes dans les nuages
Une idée originale pour permettre une colonisation rapide de Vénus, proposée par Geoffrey A. Landis, est de faire flotter d'immenses sacs de gaz à environ 50 km d'altitude, à condition de veiller à ce que lesdits sacs résistent aux pluies d'acide sulfurique courantes à cette altitude, là où la pression atmosphérique et la température sont proches des conditions terrestres. On pourrait construire des villes à l'intérieur des sacs, qui flotteraient sur l'atmosphère dense de Vénus comme des montgolfières dont l'habitacle serait à l'intérieur du ballon. Le gaz à l'intérieur serait un mélange respirable.
De telles cités pourraient former des têtes de pont, depuis lesquelles seraient assurées les interventions lourdes, dans la perspective d'une terraformation complète de Vénus.

### Autres modifications envisageables
La rotation de Vénus est très lente, ce qui fait qu'un jour vénusien dure quasiment une année. Accélérer la rotation demanderait une énergie colossale, sans même préciser le moyen d'exercer un couple significatif à l'échelle de cette planète.

## Lune
Des projets de terraformation de la Lune existent dans la science-fiction .

## Terminologie
Le terme officiel en France a été dans un premier temps « écogenèse », préconisé en 1995 puis en 2000. En 2008, il a été remplacé par le terme « biosphérisation », défini comme la « transformation de tout ou partie d'une planète, consistant à créer des conditions de vie semblables à celles de la biosphère terrestre en vue de reconstituer un environnement où l'être humain puisse habiter durablement ».